# Dipoena coracina
Dipoena coracina là một loài nhện trong họ Theridiidae.
Loài này thuộc chi Dipoena. Dipoena coracina được Carl Ludwig Koch miêu tả năm 1837.